# The Kindness of Strangers (película)

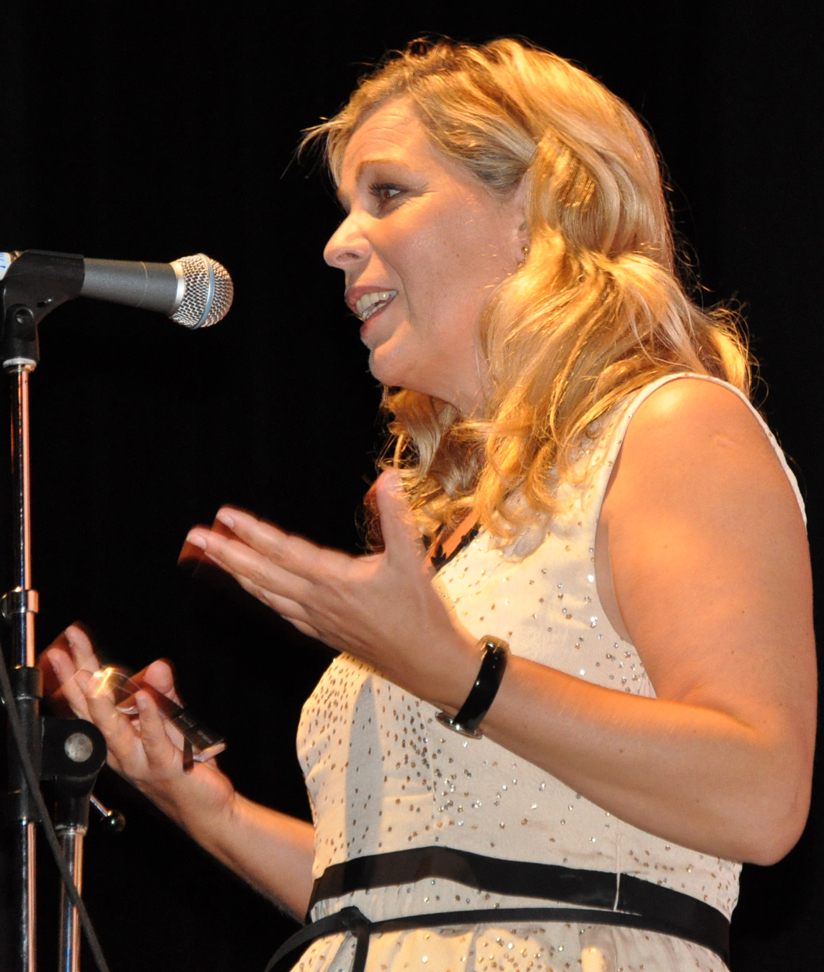
Lone Scherfig, directora de The Kindness of Strangers.

The Kindness of Strangers (La amabilidad de los extraños en España) es una película dramática coproducida internacionalmente en 2019, escrita y dirigida por la directora danesa Lone Scherfig. Está protagonizada por Andrea Riseborough, Zoe Kazan, Tahar Rahim, Bill Nighy, Caleb Landry Jones y Jay Baruchel.
Su estreno mundial tuvo lugar en el Festival Internacional de Cine de Berlín el 7 de febrero de 2019.

## Sipnosis
Clara llega a Nueva York con sus dos hijos en su coche. El viaje, disfrazado de aventura para los niños, es en realidad una huida de un marido y padre maltratador, además de policía. Los tres solo tienen el coche para subsistir en la gran ciudad. Alice, una enfermera, les enseña que incluso, a veces, en las grandes ciudades, también hay esperanza.

## Reparto
- Andrea Riseborough como Alice
- Tahar Rahim como Marc
- Zoe Kazan como Clara
- Bill Nighy como Timofey
- Caleb Landry Jones como Jeff
- Jay Baruchel como John Peter
- Esben Smed como Richard
- Jack Fulton como Anthony
- Finlay Wojtak-Hissong como Jude

## Producción
En febrero de 2017, se anunció que Lone Scherfig dirigiría la película, a partir de un guion que ella escribió, con HanWay Films, Ingenious Media, Apollo Media, Creative Alliance, Strada Films, Telefilm Canada, Danish Film Institute, Nadcon, D'Artaganan y Entertainment. En febrero de 2018, Andrea Riseborough, Tahar Rahim y Zoe Kazan se unieron al elenco de la película. En marzo de 2018, lo hicieron los actores Bill Nighy, Caleb Landry Jones y Jay Baruchel. En septiembre de 2018, se anunció que el título era The Kindness of Strangers.
El rodaje comenzó en marzo de 2018 y se llevó a cabo en Toronto, Ontario, Canadá, la ciudad de Nueva York y Copenhague, Dinamarca . 

## Premios
2019: Festival Internacional de Cine de Berlín: Sección oficial (película inaugural).